# Han Yu (curlerka)
Han Yu (chiń. 韩雨; ur. 6 października 2000 w Pekinie) – chińska curlerka, olimpijka z Pekinu 2022, mistrzyni uniwersjady oraz Azji i Strefy Pacyfiku.

## Udział w zawodach międzynarodowych

### Kariera juniorska
| Rok  | Impreza                                                    | Gospodarz   | Skip drużyny | Pozycja | Miejsce     |
| ---- | ---------------------------------------------------------- | ----------- | ------------ | ------- | ----------- |
| 2016 | Zimowe Igrzyska Olimpijskie Młodzieży 2016 (miksty)        | Lillehammer | Han Yu       | skip    | 11. miejsce |
| 2016 | Zimowe Igrzyska Olimpijskie Młodzieży 2016 (pary mieszane) | Lillehammer | -            | -       | 2. miejsce  |
| 2019 | Mistrzostwa Świata Juniorów w Curlingu 2019                | Liverpool   | Jiayi Jiang  | czwarta | 4. miejsce  |
| 2023 | Zimowa Uniwersjada 2023                                    | Lake Placid | Han Yu       | skip    | 1. miejsce  |

### Kariera seniorska
| Rok  | Impreza                                            | Gospodarz | Skip drużyny | Pozycja | Miejsce     |
| ---- | -------------------------------------------------- | --------- | ------------ | ------- | ----------- |
| 2017 | Mistrzostwa Świata Mikstów w Curlingu 2017         | Champéry  | Sijia Liu    | druga   | 9. miejsce  |
| 2019 | Mistrzostwa Azji i Strefy Pacyfiku w Curlingu 2019 | Shenzhen  | Han Yu       | skip    | 1. miejsce  |
| 2021 | Mistrzostwa Świata Kobiet w Curlingu 2021          | Calgary   | Han Yu       | skip    | 10. miejsce |
| 2022 | Zimowe Igrzyska Olimpijskie 2022                   | Pekin     | Han Yu       | skip    | 9. miejsce  |